# سوت زدن

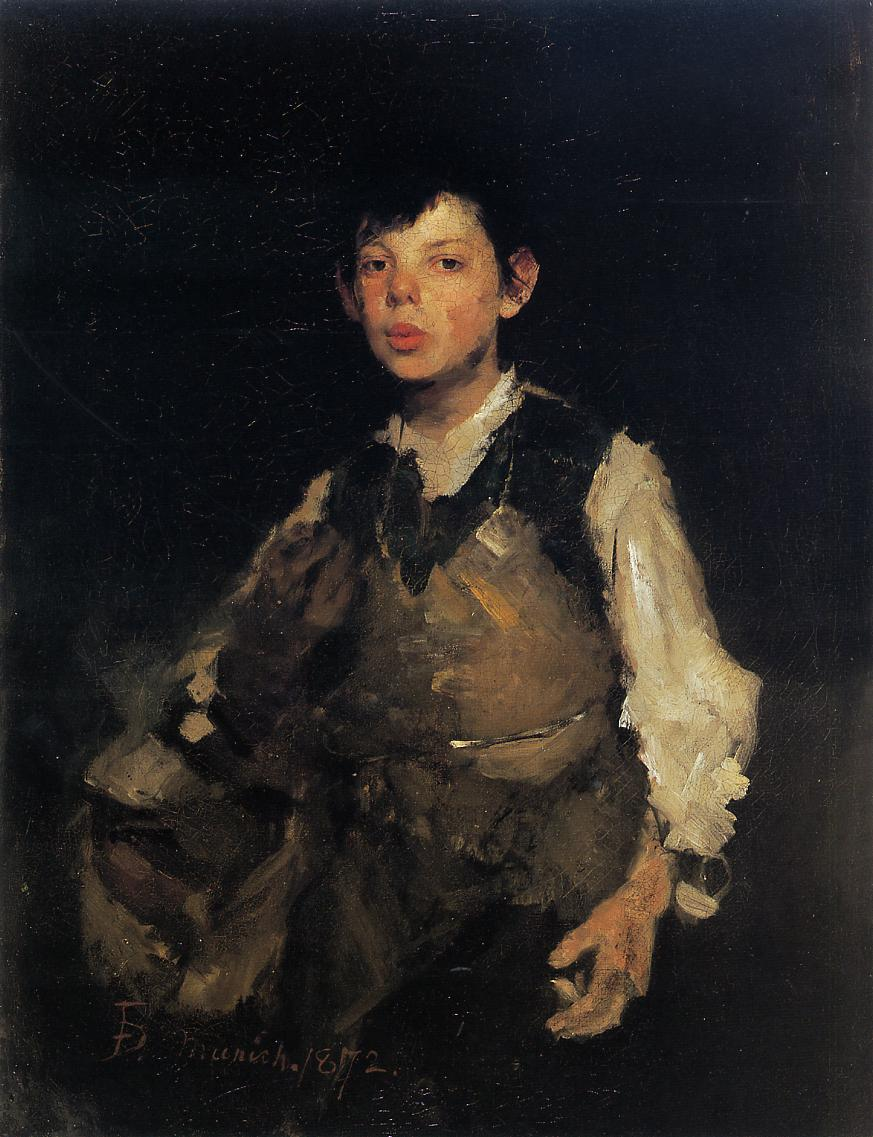
پسر سوت‌زن، این نقاشی یکی از روش‌های سوت زدن را نشان می‌دهد.

سوت زدن (به فارسی تاجیکستان: هُشتَک کشیدن) به عمل تولید صدا به وسیلهٔ تنظیم جریان هوای عبوری از دهان انسان را گویند. سوت زدن را می‌توان با درست کردن یک حفره بر روی لب و دمیدن یا مکیدن هوا از آن حفره ایجاد کرد. هوا توسط لبها، زبان، دندان یا انگشتان دست قرار گرفته در دهان مرتعش شده و باعث ایجاد یک تن صوتی مانند یک موج سینوسی می‌گردند. همچنین سوت زدن را می‌توان با دمیدن هوا در دست گود کرده، ابزارهای مختلف یا سوت ایجاد کرد.